# Дисфория
Дисфори́я (от греч. δυσφορέω «страдать, мучиться; досадовать») — форма болезненно-пониженного настроения (антоним слова «эйфория»), характеризующаяся мрачной раздражительностью, чувством неприязни к окружающим. В отличие от гипотимии, для дисфории нехарактерна психическая и двигательная заторможенность, но характерны частые аффективные вспышки и лёгкость проявления агрессии.
Дисфория может входить в структуру депрессивного синдрома (дисфорическая депрессия) или смешанного состояния (дисфорическая мания). Также часто наблюдается в следующих случаях:
- Наркомания (дисфория входит в структуру абстинентного синдрома)
- Предменструальный синдром
- Острая реакция на стресс
- Тревожный невроз
- Посттравматическое стрессовое расстройство
- Некоторые расстройства личности (например, пограничное, диссоциальное)
- Дисморфофобия
- Гипогликемия
- Шизофрения
- Бессонница
- Сексуальные нарушения (временная гиполибидемия, болезненный половой акт, эректильная дисфункция)
- Трансгендерность (гендерная дисфория)
- Хроническая боль
- Гипертиреоз (тиреотоксикоз)[2]
- Болезнь Кушинга

При эпилепсии дисфория может предшествовать припадку, завершать его или выступать в качестве эквивалента.
Для лёгкой дисфории характерны придирчивость, ворчливость, обидчивость, а также иногда ирония и язвительность. Обычно лёгкую дисфорию окружающие принимают за присущую индивидууму характерологическую особенность. Тяжёлая дисфория проявляется тоской, злобой, чувством отчаяния и безысходности, а также вспышками ярости.
При дисфориях также часто отмечается чувство разочарования и общей неудовлетворённости, потери интереса к жизни. Это состояние может привести к злоупотреблению алкоголем или наркотиками. Есть также риск совершения противоправных поступков или самоубийства.
Иногда создаётся впечатление, что настроение больного является адекватной реакцией на ситуацию, в которую попал пациент. Однако периодичность и частота проявлений дисфорий позволяют предположить, что имеет место дисфорическая патология.
В некоторых случаях дисфорический эпизод сопровождается состоянием экзальтации, беспричинной восторженностью, болтливостью и высказыванием бредоподобных идей величия. Чаще всего дисфория наблюдается на протяжении 2–3 дней, реже затягивается на несколько недель и прекращается так же внезапно, как и возникла.